# Transportes do Brasil

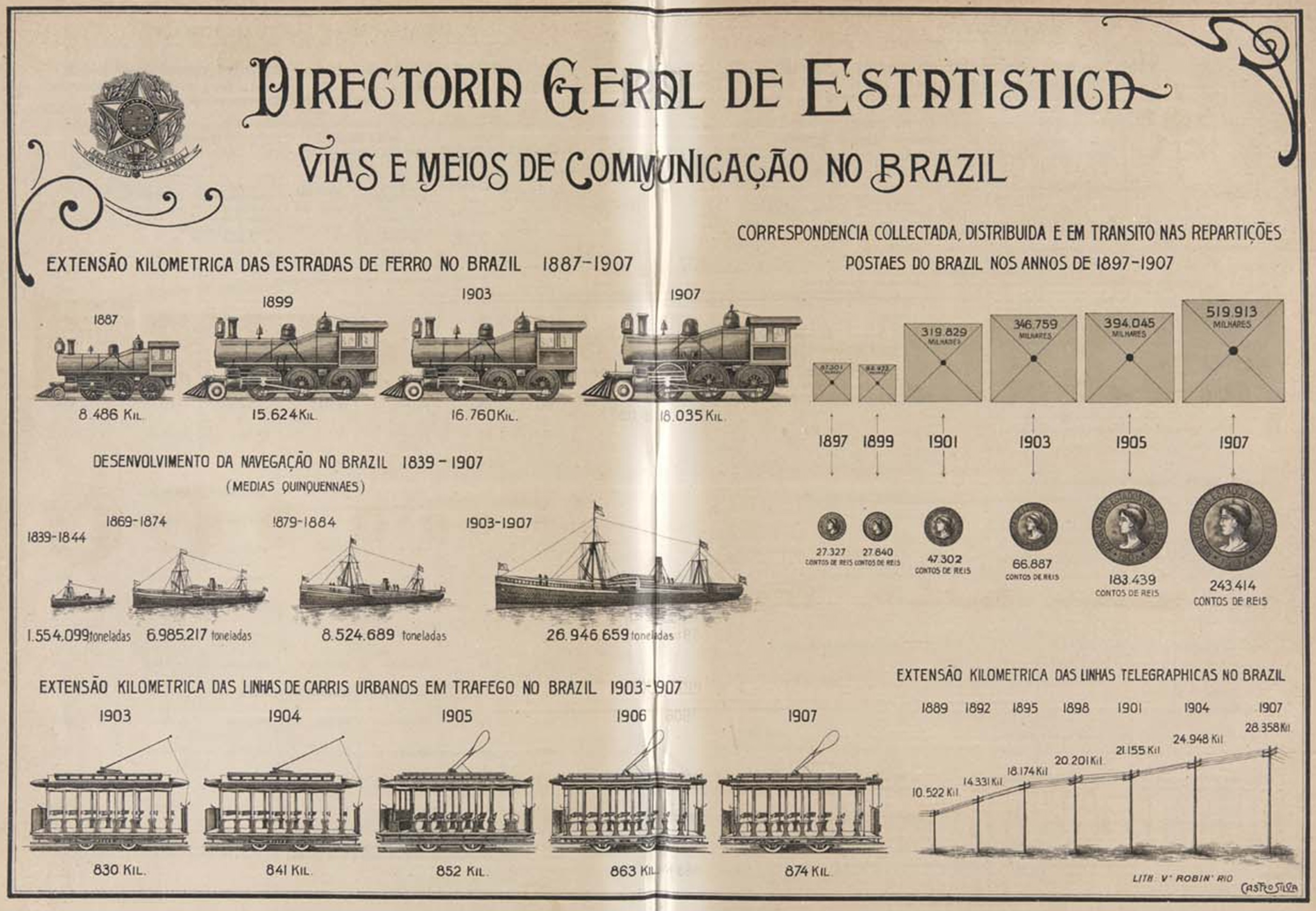
Vias e meios de comunicação no Brasil, indicando a evolução dos sistemas de transporte até o início do século XX. Arquivo Nacional.

O sistema de transportes brasileiro define-se basicamente por uma extensa matriz rodoviária, sendo também servido por um sistema limitado de transporte fluvial (apesar do numeroso sistema de bacias hidrográficas presentes no país), ferroviário e aéreo.
O intuito de criar uma rede de transportes ligando todo o país nasceu com as democracias desenvolvimentistas, em especial as de Getúlio Vargas e Juscelino Kubitschek. Àquela época, o símbolo da modernidade e do avanço em termos de transporte era o automóvel. Isso provocou uma especial atenção dos citados governantes na construção de estradas. Desde então, o Brasil tem sua malha viária baseada no transporte rodoviário.
Entretanto, segundo Mosso, a primeira estrada de ferro no Brasil começou a funcionar em 1854, entre Estrela e Fragoso, e tinha somente quatorze quilômetros de extensão. Isso mostra que o Brasil teve a chance de seguir o exemplo dos países mais desenvolvidos, que perceberam a importância tanto colonizadora quanto desenvolvimentista do transporte ferroviário.
Com uma rede rodoviária de cerca de 1,8 milhões de quilômetros, sendo 215.000 km de rodovias pavimentadas (2018), as estradas são as principais transportadoras de carga e de passageiros no tráfego brasileiro. Os primeiros investimentos na infraestrutura rodoviária deram-se na década de 1920, no Governo Washington Luís, sendo prosseguidos no governo Vargas e Gaspar Dutra. O presidente Juscelino Kubitschek (1956-1961), que concebeu e construiu a capital Brasília, foi outro incentivador de rodovias. Kubitschek foi responsável pela instalação de grandes fabricantes de automóveis no país (Volkswagen, Ford e General Motors chegaram ao Brasil durante seu governo) e um dos pontos utilizados para atraí-los era, evidentemente, o apoio à construção de rodovias. Hoje, o país tem instalados em seu território outros grandes fabricantes de automóveis, como Fiat, Renault, Peugeot, Citroën, Honda, Mercedes-Benz, Hyundai e Toyota. O Brasil é o sétimo mais importante país da indústria automobilística.
Existem cerca de 4 000 aeroportos e aeródromos no Brasil, sendo 721 com pistas pavimentadas, incluindo as áreas de desembarque. O país tem o segundo maior número de aeroportos em todo o mundo, atrás apenas dos Estados Unidos. O Aeroporto Internacional de São Paulo, localizado nas proximidades de São Paulo, é o maior e mais movimentado aeroporto do país, grande parte dessa movimentação deve-se ao tráfego comercial e popular do país e ao fato de que o aeroporto liga São Paulo a praticamente todas as grandes cidades de todo o mundo. O Brasil tem 34 aeroportos internacionais e 2 464 aeroportos regionais.
O país possui uma extensa rede ferroviária de 28.857 km de extensão, a décima maior rede do mundo. Atualmente o governo brasileiro, diferentemente do passado, procura incentivar esse meio de transporte; um exemplo desse incentivo é o projeto do Trem de Alta Velocidade Rio-São Paulo, um trem-bala que vai ligar as duas principias metrópoles do país. Há 37 portos sendo que 11 desses são considerados grandes, no conceito de Internacionais, de grandes navios, segundo o PNAC II, dentre os quais o maior é o Porto de Santos. O país também possui 50.000 km de hidrovias.

## Transporte aeroviário

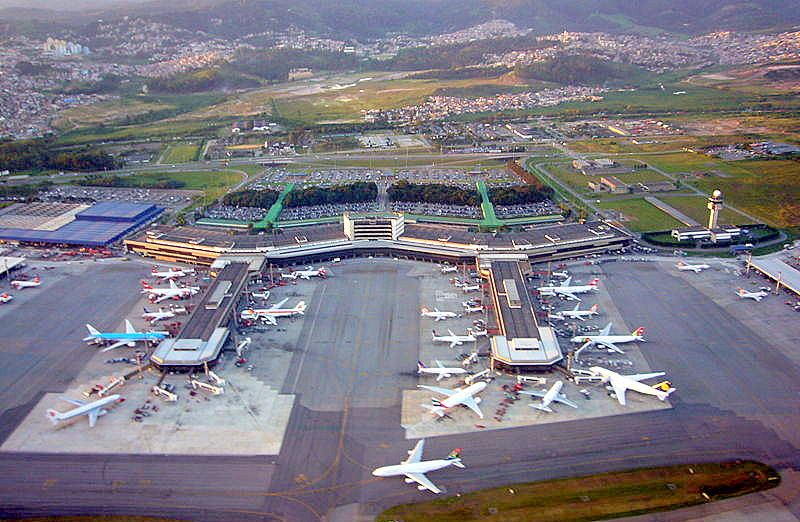
Aeroporto Internacional de São Paulo-Guarulhos, o aeroporto internacional mais movimentado do Brasil, localizado na região metropolitana de São Paulo.

O Brasil sedia importantes aeroportos internacionais, sendo destino de uma série de rotas aéreas internacionais. Porém, empresas internacionais normalmente trabalham apenas com um número limitado de portos, o que faz com que o transporte dentro do país se faça através de uma série de escalas.
A aviação brasileira cresceu muito nos penúltimos anos. Com o surgimento de lojas companhias aéreas e a modernização das já existentes, foi possível aumentar o número de assentos disponíveis na malha aérea. A Gol lidera o ranking das empresas de baixo custo, podendo assim, repassar tarifas atraentes a todos os brasileiros. Com a competição entre as companhias foi possível melhorar o serviço e reduzir tarifas.

### Atualidade

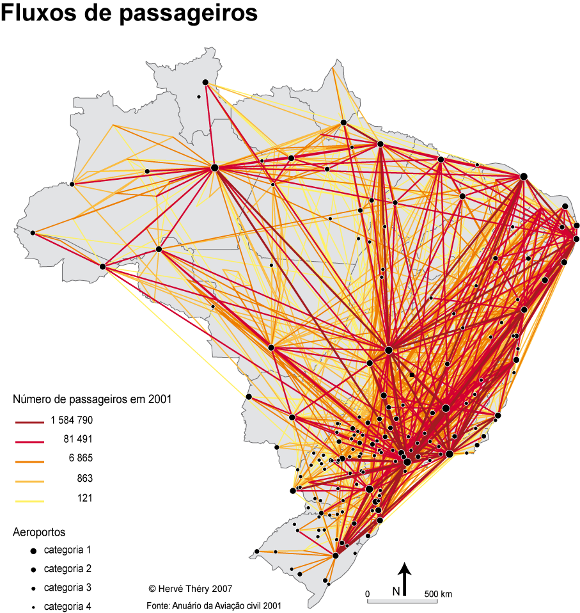
Fluxo de passageiros entre os principais aeroportos do Brasil (2001).

Nos últimos anos, por conta de conjunturas internas e externas o transporte aéreo no Brasil sofreu grandes perdas e inversões de papéis entre as empresas do setor. No início dos anos 90, o mercado era dominado pela Varig, como a empresa-símbolo da aviação nacional. Ainda atuavam Vasp e Transbrasil como empresas de importância tanto no mercado doméstico quanto internacional.
Entretanto, nos últimos anos, a TAM, antes um táxi aéreo sediado em Marília, SP, ganhou súbita importância na ligação Rio-São Paulo, especialmente pelo emprego de aeronaves a jato (Fokker 100) nessa rota, antes servida apenas pelos Lockheed Electra.
Somado a isso surgiu pela primeira vez no país o conceito de empresa Low Fare com a Gol, que empregando aeronaves mais modernas que a média das outras empresas, alcança hoje seu posto como segunda empresa do país.
Vasp e Transbrasil tiveram o triste fim da falência no início do século XXI. A Varig, ainda que ostente a importância simbólica de principal empresa aérea nas linhas internacionais, após perder linhas e aeronaves em leasing, foi comprada pela Gol que passou a se chamar VRG Linhas Aéreas. Naturalmente a marca Varig viria ao esquecimento depois de fracassada a tentativa da Gol de segregar os voos internacionais com aeronaves de pintura Varig, porém o presidente da Gol, Constantino de Oliveira Júnior, deixou claro que pretende manter o nome Varig. Atualmente, a TAM é principal empresa do mercado doméstico. No âmbito das linhas nacionais, especialmente nas ligações entre as capitais, as operações são feitas pela TAM, Gol, OceanAir e mais recentemente pela Webjet.
O mercado regional do estado de São Paulo é servido pela Pantanal Linhas Aéreas e pela Passaredo. Minas Gerais, Goiás, Distrito Federal e Tocantins são servidos pela Total, sendo que esses dois últimos também pela Sete. O Centro-Oeste, Sul e Nordeste são ainda servidos pela Avianca (ex-OceanAir).

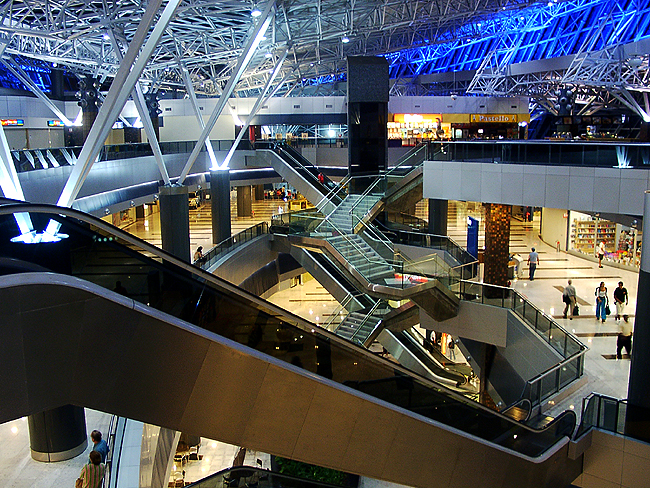
Aeroporto Internacional do Recife em Recife.

A aviação brasileira cresceu muito nos últimos anos. Com o surgimento de novas companhias aéreas e a modernização das já existentes, foi possível aumentar o número de assentos disponíveis na malha aérea. A Gol lidera o ranking das empresas de baixo custo, podendo assim, repassar tarifas atraentes a todos os brasileiros. Com a competição entre as companhias foi possível melhorar o serviço e reduzir tarifas.
Grandes companhias internacionais também operam no Brasil: American Airlines, Continental Airlines, United Airlines, Lufthansa, Iberia, Japan Airlines, South African Airways, British Airways, Air France, Air Canada, TAP Portugal entre outras.
A partir da II Guerra Mundial a aviação comercial assistiu a um grande desenvolvimento, transformando o avião num dos principais meios de transporte de passageiros e mercadorias no contexto mundial.
O transporte aéreo foi o que mais contribuiu para a redução da distância-tempo, ao percorrer rapidamente distâncias longas. Rápido, cómodo e seguro o avião suplantou outros meios de transporte de passageiros a médias a longas distâncias.
Este meio de transporte implica construção de estruturas muito especiais. Os aeroportos requerem enormes espaços e complicadas instalações de saída e entrada dos voos. Por outro lado, os custos e a manutenção de cada avião são bastante elevados. Tudo isto contribui para encarecer este meio de transporte.
No cenário sul-americano, o Brasil se destaca pela implementação de sistemas de transporte ferroviário e metroviário com conexão direta a múltiplos aeroportos internacionais, facilitando o acesso de passageiros e a logística. Exemplos notáveis incluem o Aeroporto Internacional de São Paulo-Guarulhos, conectado via Linha 13 do Trem Metropolitano de São Paulo, o Aeroporto Internacional de Porto Alegre, com seu aeromóvel integrado à Trensurb, e o Aeroporto Internacional do Recife, com sua estação de metrô própria. Essas iniciativas posicionam o país como um dos líderes na região em termos de integração aeroporto-transporte público de alta capacidade

## Transporte ferroviário

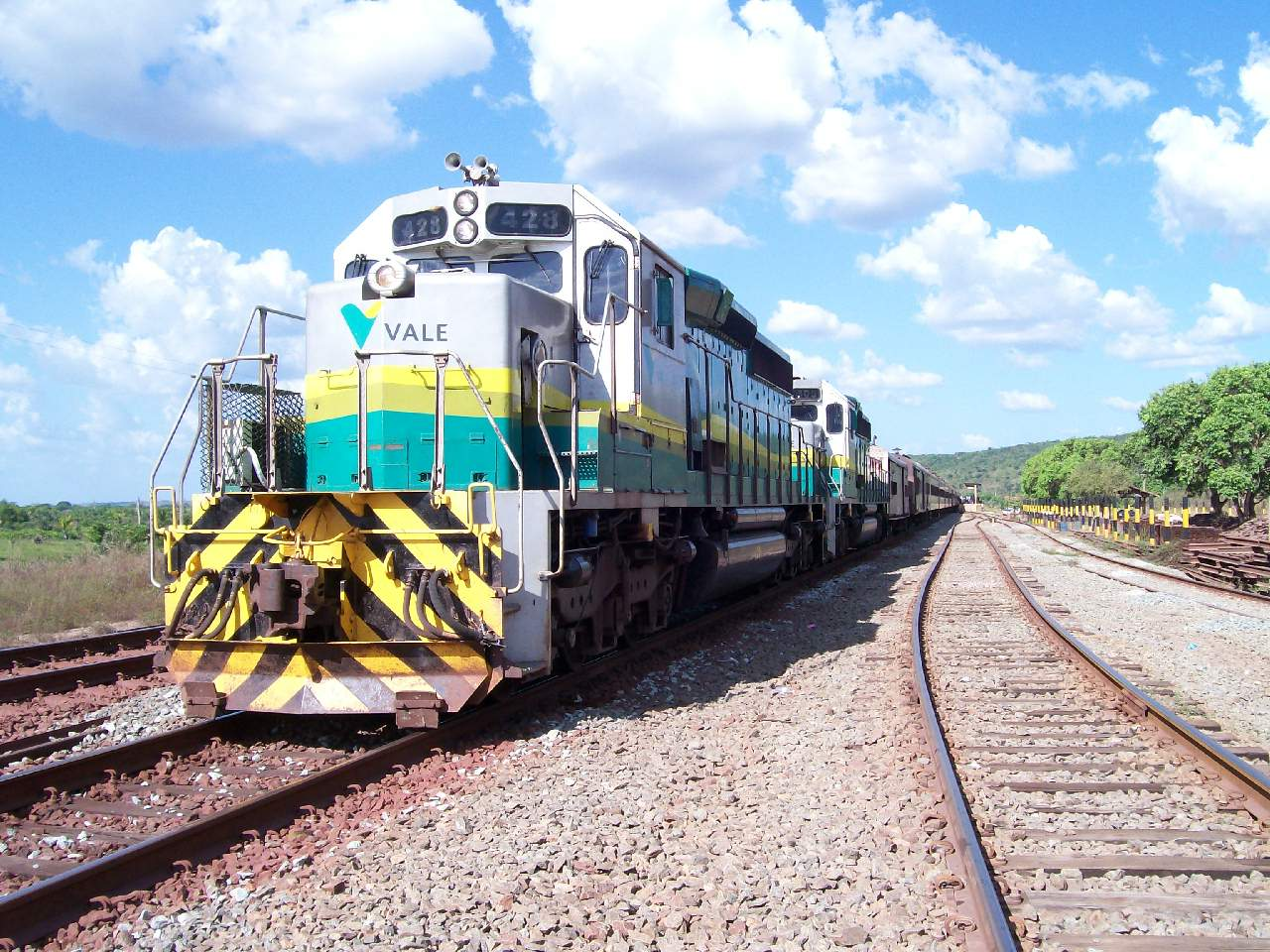
Locomotiva de passageiros Estrada de Ferro Carajás.

Mapa da rede ferroviaria brasileira em 2016.

A malha ferroviária brasileira possuía uma extensão de 29.849 quilômetros em 2018. A construção das linhas ocorreram em períodos diferentes, o que ocasionou a falta de padronização de bitolas (pode-se encontrar até três tamanhos de bitola: 0,60 m, 1,00 m e 1,60 m) e consequente dificuldade na integração das vias.
A malha ferroviária brasileira era pequena e obsoleta até 2021. Os serviços de passageiros praticamente haviam acabado, e os de carga subsistiam em sua maioria para o transporte de minérios. As únicas linhas de passageiros que ainda preservavam serviços diários de longa distância com relativo conforto eram as ligações: Parauapebas - São Luís; e Belo Horizonte - Vitória. Ainda existem alguns serviços de interesse exclusivamente turístico em funcionamento, tais como as linhas Curitiba - Paranaguá e Bento Gonçalves - Carlos Barbosa.
Em 2021, foi criado um Novo Marco Ferroviário, permitindo a construção de ferrovias mediante autorização, como ocorre na exploração de infraestruturas em setores como telecomunicações, eletricidade e portos. Também é possível autorizar a exploração de trechos não implantados, ociosos ou em processo de devolução ou desativação. Com a mudança das regras do setor, em dezembro de 2021, já havia pedidos de abertura de 15 mil km de novas vias, em 64 pedidos de implantação de novas ferrovias. Nove novas ferrovias já haviam sido autorizadas pelo Governo Federal, em 3506 km de novos trilhos.
Até 1997, a malha brasileira era operada e mantida pela Rede Ferroviária Federal (RFFSA), sociedade de economia mista integrante da Administração Indireta do Governo Federal, cujos serviços incluíam linhas regulares de passageiros e transporte de cargas. Com a desestatização da RFFSA, a malha foi divida em regiões e arrendada para exploração de concessionárias privadas.
Atualmente as transportadoras de cargas ferroviárias são: América Latina Logística, MRS Logística, Ferrovia Centro-Atlântica, Ferrovia Tereza Cristina, Estrada de Ferro Vitória a Minas, Companhia Ferroviária do Nordeste,  Ferroban, Ferronorte e Estrada de Ferro Carajás, que juntas transportam grandes volumes de minério, commodities agrícolas, combustível, papel, madeira, contêineres, entre outros. Sendo estas, fiscalizadas atualmente pela ANTT.

## Transporte rodoviário

Sistema rodoviário brasileiro, com as rodovias duplicadas destacadas em vermelho - fevereiro de 2024

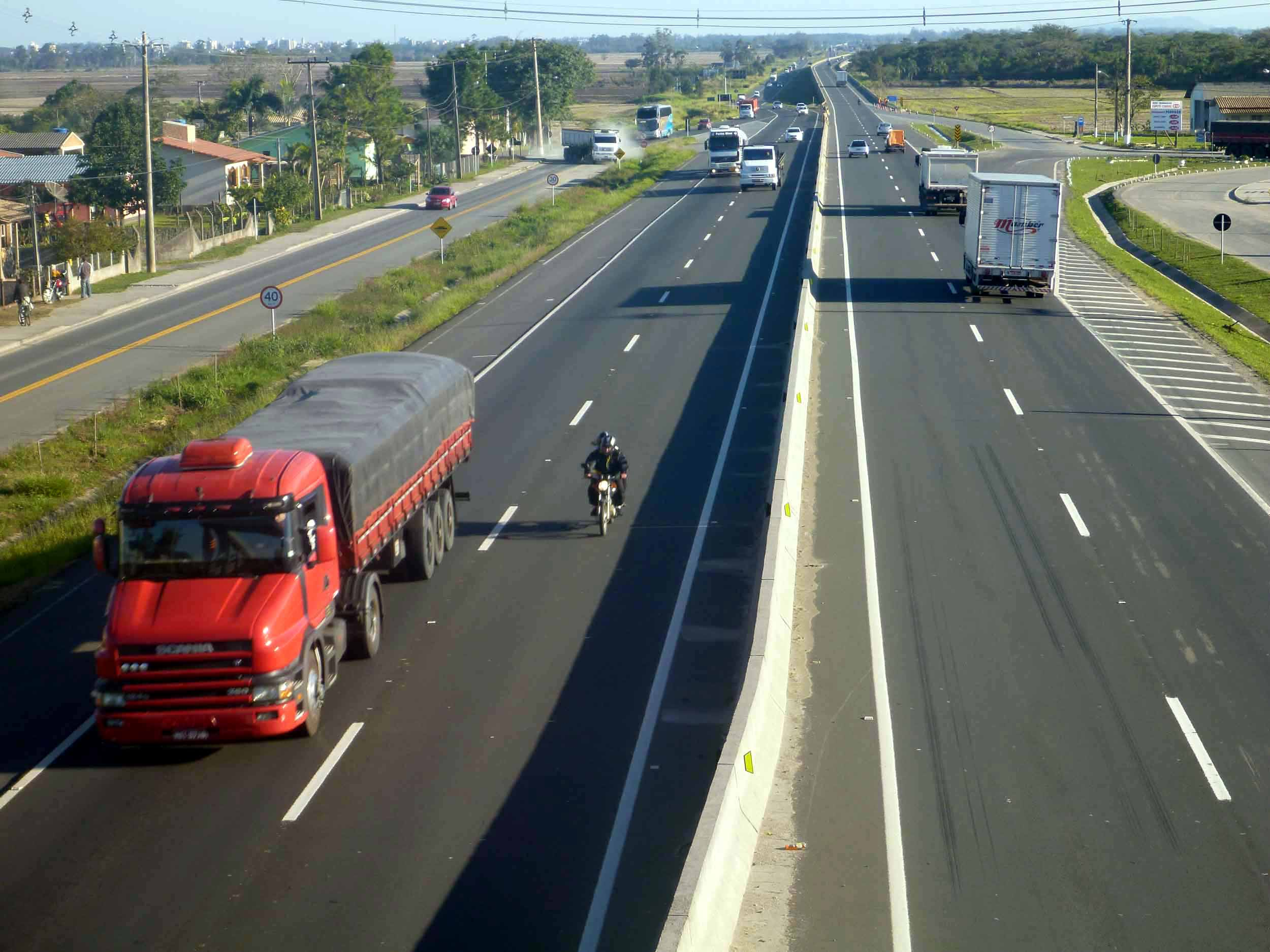
BR-101, uma das estradas mais importantes do país.

O transporte rodoviário é o principal sistema de transportes do Brasil. Este sistema conta com uma rede de 1.720.700 quilômetros de rodovias por onde passam 56% de todas as cargas movimentadas no país.
Dos mais de 1.700.000 quilômetros da rede rodoviária nacional, 215 mil quilômetros estão pavimentados, e 14 mil quilômetros são rodovias duplicadas.  Parte considerável das ligações interurbanas no país, mesmo em regiões de grande demanda, ainda se dão por estradas de terra ou estradas com pavimentação quase inexistente. Durante a época de chuvas, grande parte das estradas, principalmente nas regiões Norte e Nordeste, enchem-se de depressões asfálticas, sendo comuns, ainda que em menor quantidade, deslizamentos de terra e quedas de pontes, provocando muitas vezes prejuízos para o transporte de cargas bem como acidentes e mortes.
Apesar do Brasil ter a maior malha rodoviária duplicada da América Latina, a mesma é considerada insuficiente para as necessidades do país: em 2021, calculava-se que a quantidade ideal de rodovias duplicadas seria algo em torno de 35 a 42 mil km. Os principais eixos rodoviários também tem problemas por possuírem, muitas vezes, geometria inadequada e características construtivas que não permitem o fluxo de longa distância com qualidade (não-interferência do tráfego local e alta velocidade). O Governo Federal Brasileiro nunca concretizou um Plano Nacional de Autoestradas do mesmo nível de países desenvolvidos como Estados Unidos, Japão ou os países europeus, que visasse especificamente os deslocamentos inter-regionais, e que deveriam, preferencialmente, ser atendidos por autoestradas (que se diferenciariam das rodovias duplicadas comuns pelo padrão geométrico, controle de acesso sem acesso aos lotes lindeiros, zero transposições e retornos em nível, proibição de circulação de veículos não-motorizados como ciclistas, tração animal ou propulsão humana, conforme a Convenção de Viena). O Estado Brasileiro, apesar de alguns esforços de planejamento, tem se pautado por uma atuação reativa ao aumento de demanda (apenas duplicando algumas rodovias com traçado antigo e inadequado) e não numa visão propositiva, direcionando a ocupação e o adensamento econômico no território. Outro problema é a falta de direcionamento do Orçamento da União para obras em infra-estrutura: no Brasil não há nenhuma lei que garanta verba do Orçamento Federal para obras em rodovias e outros modais de transporte (diferente do que acontece em setores como Educação e Saúde), dependendo exclusivamente da boa-vontade dos governantes. Nos EUA, por exemplo, o imposto sobre gasolina só pode ser usado para obras de infraestrutura de transporte. O Brasil chegou a investir 1,5% do Orçamento do país em infra-estrutura nos anos 70, mas nos anos 90, chegou-se a investir somente 0,1% do Orçamento neste setor, mantendo-se uma média de 0,5% nos anos 2000 e 2010, valores insuficientes para a construção da malha rodoviária adequada. A média de investimento dos EUA e da União Européia foi de 1% entre 1995 e 2013, mesmo eles já possuindo uma infra-estrutura rodoviária muito mais avançada do que a do Brasil.
As rodovias do país que se encontram em boas condições, exceto algumas exceções, fazem parte de concessões à iniciativa privada, assim, embora apresentem extrema qualidade, estão sujeitas a pedágios. A Rodovia dos Bandeirantes e a Rodovia dos Imigrantes são exemplos deste sistema. O transporte rodoviário de passageiros do país compreende uma rede extensa e intrincada, sendo possíveis viagens que, devido à sua duração, em outros países, só são possíveis por via aérea.
Os primeiros investimentos na infraestrutura rodoviária deram-se na década de 1920, no governo de Washington Luís, sendo prosseguidos nos governos de Vargas e Gaspar Dutra. O presidente Juscelino Kubitschek (1956–61), que concebeu e construiu a capital Brasília, foi outro incentivador de rodovias. Kubitschek foi responsável pela instalação de grandes fabricantes de automóveis no país (Volkswagen, Ford e General Motors chegaram ao Brasil durante seu governo) e um dos pontos utilizados para atraí-los era, evidentemente, o apoio à construção de rodovias.
Com a implantação da Fiat em 1976 terminando um ciclo de mercado automobilístico fechado, a partir do final da década de 1990 o país vem recebendo grandes investimentos diretos estrangeiros instalando em seu território outros grandes fabricantes de automóveis e utilitários, como Iveco, Renault, Peugeot, Citroën, Honda, Mitsubishi, Mercedes-Benz, BMW, Hyundai, Toyota entre outras.
O país ainda possui vários estados onde o acesso pavimentado a 100% dos municípios do estado ainda não foi alcançado. Alguns estados possuem 100% das cidades com acesso asfáltico, como Santa Catarina, que atingiu essa meta em 2014; Paraíba, que atingiu essa meta em 2017, e Alagoas, que atingiu essa meta em 2021. Em estados como o Rio Grande do Sul, em 2020, ainda havia 54 cidades sem acesso asfáltico. No Paraná, em 2021, ainda havia 4 cidades sem acesso asfáltico. Em Minas Gerais, em 2016, ainda havia 5 cidades sem acesso asfáltico.

## Transporte hidroviário

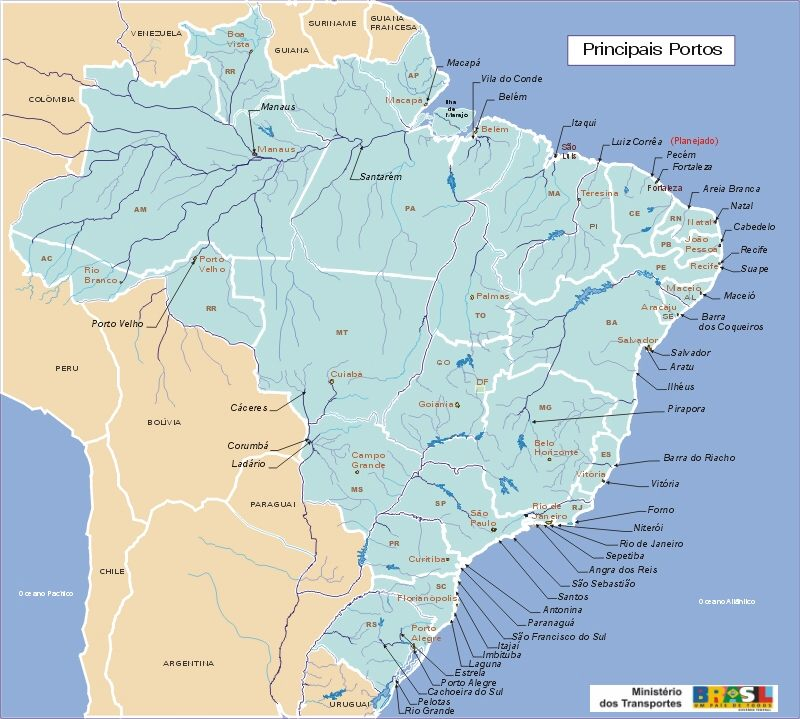
Principais portos do Brasil

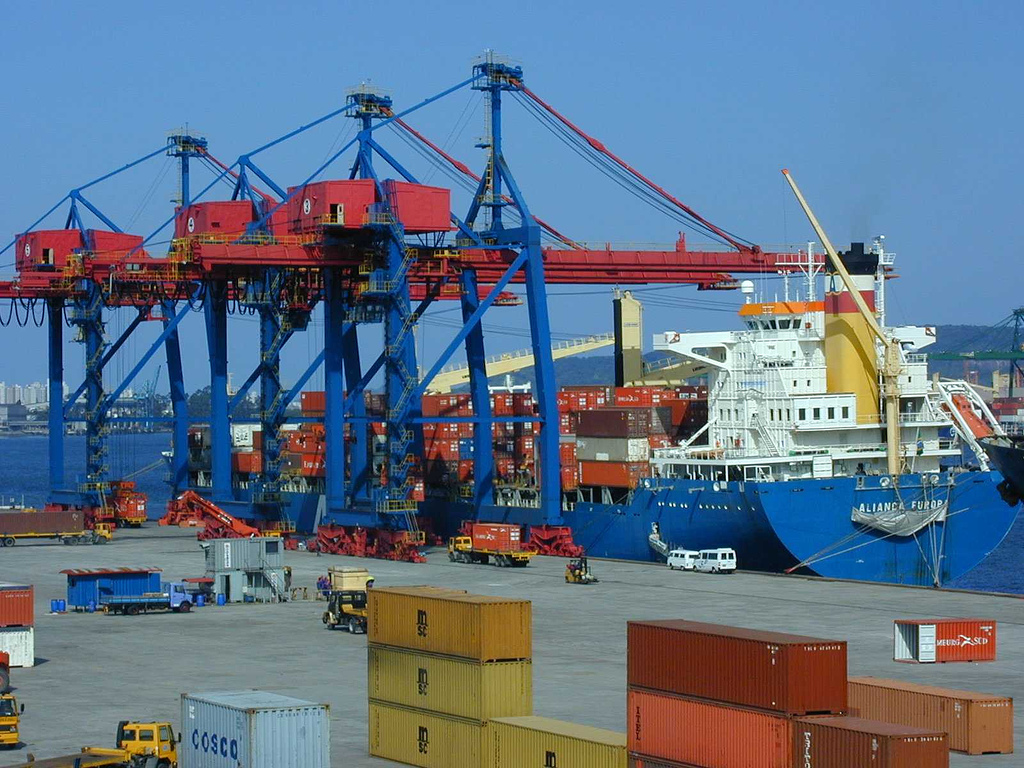
O Porto de Santos é o maior porto e terminal de containers da América Latina.

O transporte hidroviário no Brasil é dividido nas modalidades fluvial e marítima. O transporte marítimo é o mais importante, respondendo por quase 75% do comércio internacional do Brasil. O transporte fluvial é o mais econômico e limpo, no entanto é o menos utilizado no Brasil. Há regiões entretanto, que dependem quase que exclusivamente desta modalidade, como é o caso da Amazônia, onde as distâncias são grandes e as estradas ou ferrovias inexistem. O Brasil possui uma malha hidroviária com extensão de 50.000 km (2012).
O Brasil ainda pode explorar de forma abrangente a ampliação de investimentos em transportes hidroviários, tendo em vista a capacidade de otimização das possibilidades fluviais e marítimas que o país possui. Em relação à eficiência média dos portos da América Latina, estudo da Confederação Nacional da Indústria (CNI), descobriu que o Brasil gasta 24,3 horas para concluir o desembaraço de mercadorias nos portos enquanto que a média na América Latina é de 15,5 horas. A lentidão nas operações, desperdício de tempo com documentação, redundância de processos e sobreposição de competências são alguns dos problemas mapeados e baseados, também, em estudos prévios dela CNI, do BNDES e do Fórum Econômico Mundial.

### Fluvial

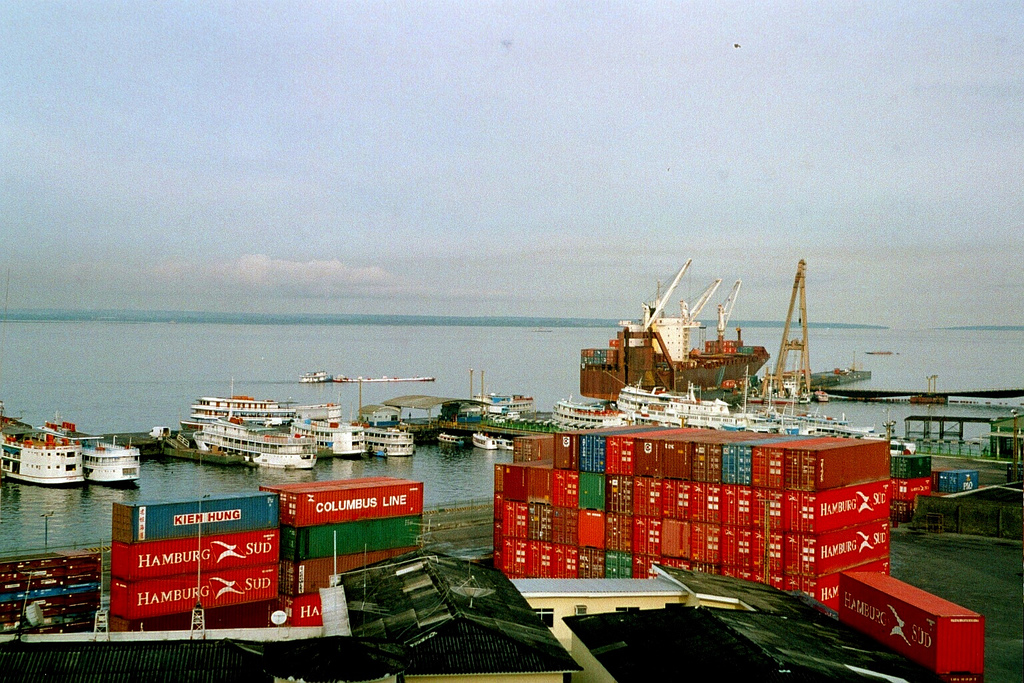
Porto de Manaus no Rio Negro, o maior porto fluvial do país.

A navegação fluvial no Brasil está numa posição inferior em relação aos outros sistemas de transportes. É considerado o sistema mais barato e limpo, contudo, o de menor participação no transporte de mercadoria no Brasil. Isto ocorre devido a vários fatores. Muitos rios do Brasil são de planalto, por exemplo, apresentando-se encachoeirados, portanto, dificultam a navegação. É o caso dos rios Tietê, Paraná, Tocantins e Araguaia. Outro motivo são os rios de planície facilmente navegáveis (Amazonas, São Francisco e Paraguai), os quais encontram-se afastados dos grandes centros econômicos do Brasil.
Nos últimos anos têm sido realizadas várias obras, com o intuito de tornar os rios brasileiros navegáveis. Eclusas são construídas para superar as diferenças de nível das águas nas barragens das usinas hidrelétricas. É o caso das eclusas de Tucuruí no rio Tocantins, de Barra Bonita no rio Tietê e da eclusa de Jupiá no rio Paraná.
Existe também um projeto de ligação das Bacias do Tocantins, Amazonas e Paraná. É a hidrovia de contorno, que permitirá a ligação da região Norte do Brasil às regiões Centro-Oeste, Sudeste e Sul, caso implantado. O seu significado econômico e social é de grande importância, pois permitirá um transporte de baixo custo. Parte deste projeto já está sendo implantado, principalmente no Norte do Brasil, com a construção das hidrovias do Madeira e Tocantins e outra parte já está naturalmente em funcionamento, como é o caso da Hidrovia do Solimões-Amazonas
O Porto de Manaus, situado à margem esquerda do rio Negro, é o porto fluvial de maior movimento do Brasil e com melhor infraestrutura. Outros portos fluviais relevantes são o de Itajaí, no rio Itajaí-Açu, que transporta principalmente máquinas e commodities, o de Santarém, no rio Amazonas, por onde se transportam principalmente grãos vindos do Centro-Oeste e o de porto de Ladário, no rio Paraguai, por onde é escoado o minério de manganês extraído de uma área próxima da cidade de Corumbá.
O Brasil tem mais de 4 mil quilômetros de costa atlântica navegável e milhares de quilômetros de rios. Apesar de boa parte dos rios navegáveis estarem na Amazônia, o transporte nessa região é subaproveitado, por não haver nessa parte do país mercados produtores e consumidores de peso. Os trechos hidroviários mais importantes, do ponto de vista econômico, encontram-se no Sudeste e no Sul do País. O pleno aproveitamento de outras vias navegáveis dependem da construção de eclusas, grandes obras de dragagem e, principalmente, de portos que possibilitem a integração intermodal. Entre as principais hidrovias brasileiras, destacam-se duas: Hidrovia Tietê-Paraná e a Hidrovia do Solimões-Amazonas.

### Marítimo
O transporte marítimo é de vital importância para o Brasil em suas relações comerciais. Desde o Brasil Colônia o transporte marítimo tem importância fundamental, pois permitia uma ampla troca comercial (comércio triangular) entre Portugal, Angola e Brasil. Foi também o transporte marítimo que permitiu ao Brasil Colônia ganhar relativa autonomia política em relação a Portugal, com a abertura dos portos.
O transporte marítimo hoje é responsável pela maior parte das trocas comerciais internacionais do Brasil, transportando principalmente commodities agrominerais, veículos, máquinas, e equipamentos de ponta. Cerca de 75% das trocas comerciais internacionais brasileiras são transportadas via mar.
O transporte hidro-marítimo de passageiros também existe, principalmente com ligação entre o continente as as ilhas costeiras do Brasil. A linha mais comum de transporte de passageiros é a de Natal - Fernando de Noronha. Também existe o transporte intercontinental de passageiros - na maioria das vezes ilegal, principalmente entre o Brasil e a Nigéria.
O Brasil tem os portos marítimos  mais movimentados da América Latina, com destaque aos portos de Santos, Paranaguá, Rio de Janeiro/Niterói, Vitória e Itaqui (São Luís).